# Lorenz Wetter (politico 1654)
Lorenz Wetter (Gais, 9 febbraio 1654 – Herisau, 24 febbraio 1734) è stato un politico e mercante svizzero.

## Biografia
Figlio di Ulrich Wetter, contadino e mercenario, e di Gertrud Kern, sposò nel 1690 Barbara Ziegler, figlia di Adrian Ziegler, medico a Gais. Futuro cognato del politico e saggista Johannes Grob, quest'ultimo gli assicurò una valida formazione commerciale a San Gallo e, dal 1670 al 1675, a Lione, dove Wetter avviò un'attività commerciale in proprio. Tra il 1675 e il 1690 lavorò per la ditta Thormann a Berna, arricchendosi notevolmente.
Nel 1690 si trasferì a Herisau, dove fu introdotto dal cancelliere Anton Schiess nel settore della fabbricazione di tele di lino e si dedicò al commercio di tessili insieme a quest'ultimo e a Jeremias Meyer, ambedue suoi cognati. Nel 1699 la sua ditta fu iscritta nel registro dei marchi dei commercianti di Lione, dove da allora sostenne regolarmente la cassa di sovvenzione dei commercianti svizzeri. Oltre a esportare tele di lino commerciò polvere da sparo, salnitro, spezie, lana e cavalli come pure immobili e titoli ipotecari e fu attivo nel settore finanziario e dei cambi. La sua divenne presto una delle maggiori case di commercio di Appenzello Esterno. Fu pure proprietario di un mulino sulla Glatt a Herisau.
Figura emergente del panorama politico ed economico di Appenzello Esterno, per affermarsi dovette lottare contro le famiglie Zellweger e Tanner, allora dominanti. Divenuto capo dell'opposizione democratica, per anni influenzò in misura determinante la scena politica. I disordini del Landhandel, che videro Wetter alla testa del partito dei "duri" con il suo socio in affari Jeremias Meyer, si conclusero con il suo trionfo personale. Fu tesoriere cantonale dal 1718 al 1727, vicelandamano dal 1727 al 1729, Landamano di Appenzello Esterno dal 1729 al 1733 e inviato alla Dieta federale.